# Несал
Несал (рум. Năsal) — село у повіті Клуж в Румунії. Входить до складу комуни Цага.
Село розташоване на відстані 318 км на північний захід від Бухареста, 43 км на північний схід від Клуж-Напоки.

## Населення
За даними перепису населення 2002 року у селі проживали 406 осіб.
Національний склад населення села:
| Національність | Кількість осіб | Відсоток |
| -------------- | -------------- | -------- |
| румуни         | 337            | 83,0%    |
| угорці         | 69             | 17,0%    |

Рідною мовою назвали:
| Мова      | Кількість осіб | Відсоток |
| --------- | -------------- | -------- |
| румунська | 337            | 83,0%    |
| угорська  | 69             | 17,0%    |